# Urmston
Urmston är en ort i distriktet Trafford, Storbritannien. Den ligger i grevskapet Greater Manchester och riksdelen England, i den centrala delen av landet, 260 km nordväst om huvudstaden London. Urmston ligger 26 meter över havet och antalet invånare är 41 198.
Terrängen runt Urmston är platt. Runt Urmston är det tätbefolkat, med 636 invånare per kvadratkilometer. Närmaste större samhälle är Manchester, 8,5 km öster om Urmston. Trakten runt Urmston består i huvudsak av gräsmarker.